# تونینا توریلی
تونینا توریلی (به انگلیسی: Tonina Torrielli) (زاده ۲۲ مارس ۱۹۳۴) خواننده ایتالیایی بود.
او به همراه فرانکا رایموندی نماینده ایتالیا در یوروویژن ۱۹۵۶ بود.